# کارسوو
کارسوو (به لهستانی:  Karsewo) یک روستا در لهستان است که در گمینا نگخانووو واقع شده‌است.
 کارسوو  ۱۲۰ نفر جمعیت دارد.